# Авторское право в Пакистане
Основным правовым документом, регулирующим вопросы авторского права в Пакистане является Copyright Ordinance, 1962 в редакции Постановления, 2000.

## Закон об авторском праве 1962 года

### Объекты авторского права
Объектами авторского права являются:
- литературные произведения (включая компьютерные программы; за исключением речей[3]);
- драматические произведения;
- музыкальные произведения (то есть любое сочетание мелодичности и гармонии или какой-либо из них, произведенное или reproduced графически);
- записи на любом диске, ленте, проволоке, перфорированном рулоне и др.;
- художественные произведения (живопись, скульптура, рисунок, гравюра или фотография, архитектурное произведение искусства и любое произведение художественного мастерства);
- кинематографические произведения.

Права на иностранные работы осуществляются в соответствии со статьей 54 Международного авторского права, 1968.

### Владелец авторского права
Первый обладатель авторского права является автором (исключения: работы по найму, государственные работы; п. 13).
Владелец авторских прав может оформить авторские права (с. 14) или лицензии (п. 35).
Регистрация авторского права в бюро по охране авторских прав не является обязательной, но если регистрация состоялась, то регистрация авторских прав дает достаточные доказательства авторства.

### Срок действия авторского права
Авторское право на литературные, драматические, музыкальные или художественные произведения, опубликованные в пределах времени жизни автора, действуют до 50 лет с начала календарного года, следующего за годом, в котором автор умирает.
Авторское право на кинематографическое произведение, запись или фотографию сохраняется до 50 лет с начала календарного года, следующего за публикацией работ. (п. 20).
Если работа не опубликована — авторство действует в течение 50 лет после смерти автора, если автор неизвестен — в течение 50 лет после её создания, вслед за этим работа попадает в общественное достояние (п. 23).

### Смысл авторского права
Авторское право означает исключительное право на:
- право на воспроизведение произведения;
- опубликование работы;
- исполнение или трансляцию работы;
- перевод или адаптацию работы.

### Нарушение авторских прав
Если авторские права нарушены п. 56, владелец авторского права имеет право на защиту в определенных гражданско-правовых средствах защиты (судебный запрет, убытки, счета), либо ходатайствовать перед судом, п. 65, о защите прав.
Контрафактные экземпляры считаются собственностью владельца авторского права, который, соответственно, может начать судебное разбирательство о взыскании ущерба за нарушение авторского права. Нелегальные копии не могут быть импортированы или экспортированы (п. 65) и могут быть конфискованы сотрудниками полиции (с. 73).
Нарушение авторских прав может также привести к уголовным обвинениям (п. 66 — 71).

### Отсутствие нарушений
Определенные действия не представляют собой нарушения авторского права (с. 57). Они включают в себя среди прочего:
- добросовестность в отношении литературного, драматического, музыкального или художественного произведения для целей исследования, изучения, критики, комментариев (п. А) или сообщения о текущих событиях (п. б)
  - в отношении литературного или драматического произведения в прозе: использование до 400 слов, или серию выдержек с комментариями общим объемом до 800 слов.
  - в отношении литературного или драматического произведения в поэзии: выдержки общим объемом до 40 строк и ни в коем случае не превышает одной четвёртой всего произведения
- воспроизведение или адаптация литературного, драматического, музыкального или художественного произведения учителем или учеником с целью обучения или экспертизы;
- спектакль по литературному, драматическому или музыкальному произведению силами сотрудников и студентов образовательного учреждения;
- изготовление до 3-х экземплярах книги по общественным или некоммерческим нуждам библиотеки, если такой книги нет в продаже;
- воспроизведение или публикация отдельных государственных работ (если это не запрещено);
- изготовление или выпуск рисунка, гравюры или фотографии, архитектурного произведения или скульптуры или других художественных работ, если такая работа постоянно находится в общественном месте.

### Смежные права
Смежные права включают права артистов и производителей фонограмм (срок: до 50 лет), из организаций эфирного вещания (срок: 25 лет) и издателей на их издания (п.. 28; срок: 25 лет).

## Экономические, политические и дипломатические последствия
Защита авторских прав в Пакистане является крупнейшим экономическим, политическим и дипломатическим предметом заботы.
В такой стране, как Пакистан, где законы по авторским правам очень сложно реализовать, нарушение авторских прав всегда было серьезной проблемой.

### Законодательные инициативы
Пакистан обновил законы на авторские права с поправками в 1992 году. Однако в стране происходит повсеместное нарушение авторских прав. В Международным Альянсе интеллектуальной собственности Пакистан находится в «черном списке». В Пакистанской прессе постоянно отмечается необходимость проводить в стране борьбу с пиратством в области авторского права.

### Оценки авторских потерь от «пиратства»
| Авторские работы                      | Потери        |
| ------------------------------------- | ------------- |
| Кинофильмы:                           | $10 млн.      |
| Аудиозаписи и музыкальные композиции: | $ 5.0 млн.    |
| Компьютерные Программы:               | $50 миллионов |
| Программное Обеспечение Для Бизнеса:  | Н/Д           |
| Развлечения: Программное Обеспечение: | Н/Д           |
| Книги:                                | $30.0 млн.    |
| ОБЩИЕ ПОТЕРИ                          | более $95.0   |